# Gauliga Ostpreußen (1942/1943)
Sezon 1942/1943 był dziesiątym sezonem Gauligi Ostpreußen, wchodzącej w skład Gauligi, stanowiącej pierwszy poziom rozgrywek w Rzeszy Niemieckiej. Mistrz ligi – VfB Königsberg zakwalifikował się do mistrzostw Niemiec, w których dotarł do 1/8 finału.

## Tabela
| Pozycja | Klub                          | M                                   | Z                                   | R                                   | P                                   | Bramki                              | Pkt                                 |
| 1.      | VfB Königsberg                | 12                                  | 11                                  | 0                                   | 1                                   | 92:6                                | 22:2                                |
| 2.      | SV Prussia-Samland Königsberg | 12                                  | 7                                   | 1                                   | 4                                   | 41:29                               | 15:9                                |
| 3.      | Reichsbahn SG Königsberg      | 12                                  | 6                                   | 1                                   | 5                                   | 34:46                               | 13:11                               |
| 4.      | Königsberger STV (B)          | 12                                  | 3                                   | 4                                   | 5                                   | 30:40                               | 10:14                               |
| 5.      | LSV Richthofen Neukuhren (B)  | 12                                  | 4                                   | 2                                   | 6                                   | 33:50                               | 10:14                               |
| 6.      | MTV Ponarth (B)               | 12                                  | 4                                   | 1                                   | 7                                   | 29:45                               | 9:15                                |
| 7.      | SV 05 Insterburg              | 12                                  | 2                                   | 1                                   | 9                                   | 21:64                               | 5:19                                |
| 8.      | SV Preußen Mielau             | wycofał się przed startem rozgrywek | wycofał się przed startem rozgrywek | wycofał się przed startem rozgrywek | wycofał się przed startem rozgrywek | wycofał się przed startem rozgrywek | wycofał się przed startem rozgrywek |

| Legenda |                       |
|         | Mistrz                |
|         | Spadek do Bezirksligi |
| (B)     | Beniaminek            |